# Robert Pine
Robert Pine (Granville Whitelaw Pine, nascido em 10 de julho de 1941) é um ator americano nascido em Nova Iorque, EUA. Seu personagem mais conhecido é o sargento Joseph Getraer da série de televisão da NBC CHiPs (1977-1983).
Também participou dos filmes Frozen: Uma Aventura congelante (2013) e Independence Day (1996). Casado com Gwynne Gilford desde 6 de setembro de 1969, tendo juntos dois filhos Katherine Pine e Chris Pine, famoso por interpretar capitão Kirk na nova versão de Star Trek.
Foi estudante de medicina antes de decidir atuar. Nasceu em Nova Yorque, mas foi criado em Scarsdale, era filho de um advogado de patentes.
Seu primeiro contrato foi com a Universal, de maio 1964 a abril de 1967 onde ganhou papéis em séries como Run for Your Life (1965) e O Homem de Virgínia (1962).
É Membro do Beta Theta Pi Fraternidade, possui pós-Graduação em na Universidade de Ohio Wesleyan. Fala sobre a realização de O Império das Formigas (1977) no livro " A Sci -Fi Swarm e Horror Horde " ( McFarland & Co., 2010) por Tom Weaver.
Apareceu em comerciais para Priceline.com com William Shatner.
É pai do também ator Chris Pine, o atual James Tiberius Kirk, da série reboot de filmes "Jornada nas Estrelas" (Star Trek).
Robert também emprestou sua voz para a série de games Star Wars.